# لوسيوس جاك دوبريه
لوسيوس جاك دوبريه هو محامي وقاضي وسياسي أمريكي، ولد في 18 أبريل 1822 في مقاطعة سانت لاندري في الولايات المتحدة، وتوفي في 5 مارس 1869. نشط حزبياً في الحزب الديمقراطي.